# Þorsteinn Pálsson
Þorsteinn Pálsson (deutsche Transkription Thorsteinn Palsson, * 29. Oktober 1947 in Selfoss) ist ein isländischer Politiker. Als Mitglied der Unabhängigkeitspartei (Sjálfstæðisflokkurinn) war er von 1987 bis 1988 Premierminister von Island. Seit 2016 gehört er der Partei Viðreisn an.

## Biografie
Þorsteinn Pálsson begann seine politische Laufbahn 1983 mit der Wahl zum Abgeordneten des isländischen Parlaments Althing, in dem er bis 1999 die Interessen von Südisland vertrat. Noch im gleichen Jahr wurde er zum Vorsitzenden der Unabhängigkeitspartei (Sjálfstæðisflokkurinn) gewählt. 1985 wurde er vom damaligen Premierminister Steingrímur Hermannsson zum Finanzminister ernannt.
Am 8. Juli 1987 wurde er Nachfolger von Steingrímur Hermannsson als Premierminister von Island. Allerdings übte er dieses Amt lediglich etwas mehr als ein Jahr bis zum 28. September 1988 aus, als er wegen einer Wirtschaftskrise zurücktrat, und wurde dann wiederum von Steingrímur abgelöst.
1991 unterlag er bei einem Parteitag der Unabhängigkeitspartei dem bisherigen Stellvertretenden Vorsitzenden und Bürgermeister von Reykjavík, Davíð Oddsson, bei der Wiederwahl als Parteivorsitzender. Als dieser am 30. April 1991 Nachfolger Steingrímurs als Premierminister wurde berief er Þorsteinn zum Fischereiminister sowie zum Minister für Justiz- und kirchliche Angelegenheiten. Während seiner Amtszeit als Justizminister brachte er am 27. Juni 1996 ein Partnerschaftsgesetz für Lesben und Schwule ins Althing ein. 44 Abgeordnete stimmten dafür, ein einziger gegen das Gesetz. Als er am 11. Mai 1999 nach achtjähriger Amtszeit zurücktrat, übernahm Premierminister Davíð Oddson für kurze Zeit selbst diese Ämter.
Später wurde Þorsteinn Pálsson zum Botschafter in London und danach in Kopenhagen berufen. 2006 wurde er Herausgeber der größten Tageszeitung Islands, Fréttablaðið.
2016 schloss er sich der neu gegründeten liberalen Partei Viðreisn an.